# Михалёвское сельское поселение (Костромская область)
Михалёвское се́льское поселе́ние — муниципальное образование в Нейском районе Костромской области.
Административный центр — село Михали.

## История
Михалёвское сельское поселение образовано 30 декабря 2004 года в соответствии с Законом Костромской области № 237-ЗКО, установлены статус и границы муниципального образования.
Законом Костромской области от 18 марта 2021 года № 65-7-ЗКО упразднено в связи с преобразованием муниципального района город Нея и Нейский район в Нейский муниципальный округ.

## Население
| 2008 | 2010 | 2012 | 2013 | 2014 | 2015 | 2016 |
| ---- | ---- | ---- | ---- | ---- | ---- | ---- |
| 416  | ↗545 | ↗549 | ↘540 | ↘526 | ↘519 | ↗523 |
| 2017 | 2018 | 2019 | 2020 |      |      |      |
| ↘497 | ↘491 | ↘472 | ↘452 |      |      |      |

## Состав сельского поселения
| № | Населённый пункт | Тип населённого пункта       | Население |
| - | ---------------- | ---------------------------- | --------- |
| 1 | Абросимово       | посёлок                      | ↘218      |
| 2 | Кокуево          | деревня                      | ↗47       |
| 3 | Михали           | село, административный центр | ↘219      |
| 4 | Починок          | деревня                      | ↗8        |
| 5 | Суршино          | деревня                      | ↗20       |